# 4427 Бурнашев
4427 Бурнашев (4427 Burnashev) — астероїд головного поясу, відкритий 30 серпня 1971 року.
Тіссеранів параметр щодо Юпітера — 3,218.